# Peter Thellusson, 1. Baron Rendlesham

Wappen der Familie de Thellusson

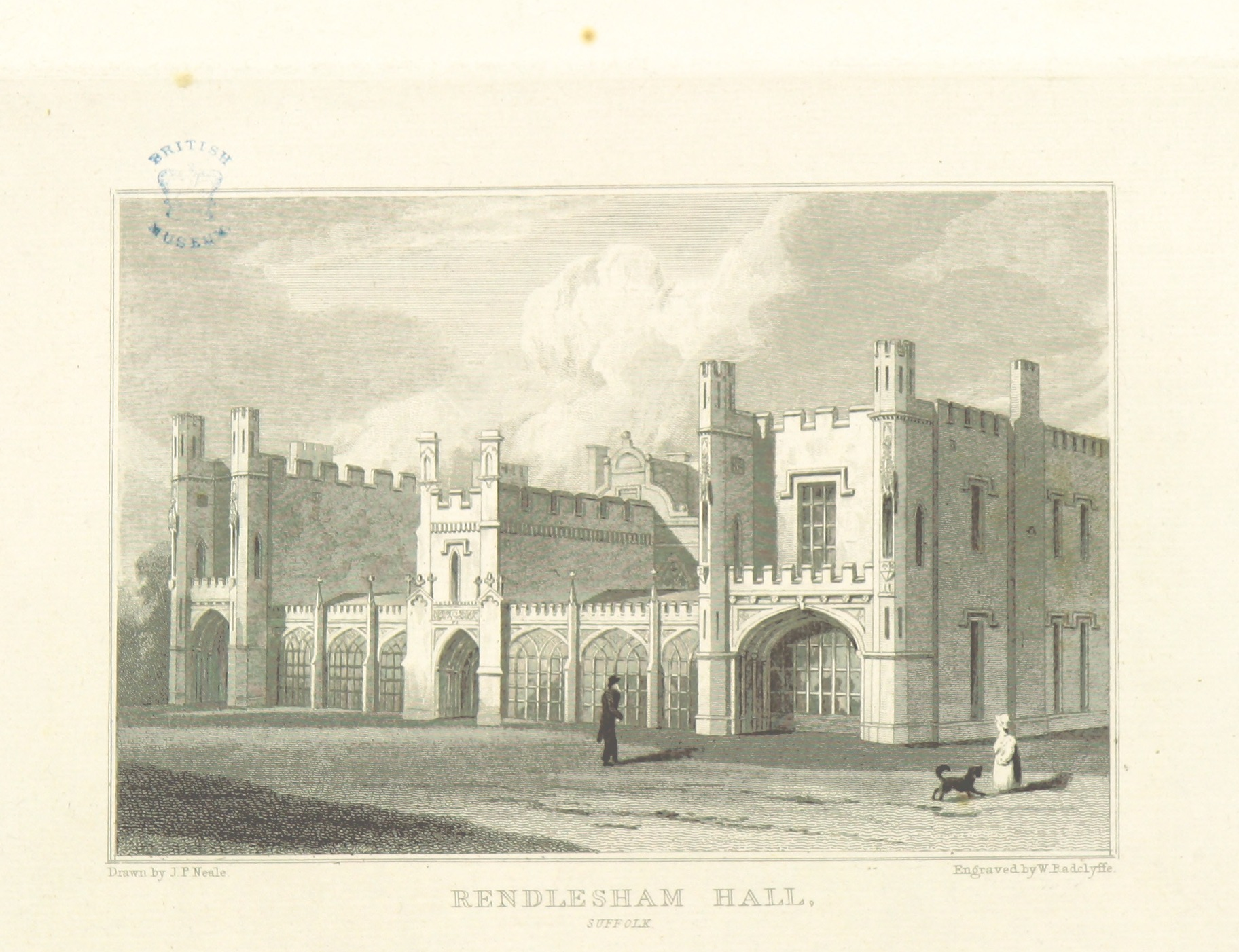
Rendlesham Hall, 1818

Peter Isaac Thellusson, 1st Baron Rendlesham (* 13. Oktober 1761 in London, Königreich Großbritannien; † 16. September 1808 in Rendlesham, Königreich Großbritannien) war ein britischer Kaufmann, Bankier und Politiker.

## Leben
Peter Isaac Thellusson besuchte ab 1774 die Harrow School. Wie seine Brüder, trat er dann als Partner in die Londoner Merchant Bank seines Vaters Peter Thellusson, ″Peter Thellusson & Co.″ ein, welches er später auch von diesem übernahm. Wie bereits der Vater wurde Thellusson Direktor der Bank of England. Dieses Amt hatte er von 1787 bis 1806 inne. Thellusson investierte zudem auch in Aktien der „East India Company“.
Peter Isaac Thellusson hatte auch eine politische Karriere als Mitglied des britischen Parlaments: Für das „Borough of Midhurst“ von 1795 bis 1796, für „Malmesbury“ von 1796 bis 1802, für „Castle Rising“ von 1802 bis 1806 und für „Bossiney“ von 1807 bis 1808. Als Dank für seine politischen Verdienste wurde Peter Isaac Thellusson 1806 der erbliche Adelstitel „Baron Rendlesham“ verliehen, welcher noch heute besteht.
Des Weiteren diente Peter Isaac Thellusson 1798 als „Commandant of the Rendlesham Volunteers“ und 1803 als deren „Captain Commandant“. Als „Peter Thellusson, 1. Baron Rendlesham“, wie er nun genannt wurde, am 16. September 1808 im Alter von nur 46 Jahren auf seinem Anwesen in „Rendlesham Hall“ verstarb, wurde sein Vermögen auf £ 400.000 geschätzt. Sein Nachfolger als Baron war sein ältester Sohn John Tellusson (1785–1832).

## Thellusson Act
Peter Isaac Thellusson Vater, Peter Thellusson, machte 1796 ein ungewöhnliches Testament. Er vermachte seiner Frau und seinen Kindern im Falle seines Todes direkt £100.000. Der Rest seines Vermögens, das zwischen £600.000 und £800.000 geschätzt wurde, sollte aber in eine Treuhandgesellschaft übergehen und anfallende Gewinne dort thesauriert werden. Erst nach dem Tod seiner Kinder und Enkel, sollte dieses Treuhandvermögen an die männlichen Nachkommen seiner drei Söhne zu gleichen Teilen ausgeschüttet werden. Sollte es keine entsprechenden Nachkommen geben, so verfügt Thellusson weiter, dann sei das Vermögen zur Tilgung ausstehender britischer Staatsschulden zu verwenden.
Nach Peter Thellussons Tod 1797, klagten die Erben, darunter Peter Isaac Thellusson, wiederholt erfolglos gegen diese Verfügung. Als Resultat dieser Auseinandersetzungen erließ das britische Parlament 1800 ein Gesetz, der s. g. „Thellusson Act“, der solche Testamente zukünftig verhindern sollte.
Peter Thellussons hatte allerdings noch zu seinen Lebzeiten 1796 für seinen Sohn Peter Isaac Thellusson für £51.400 das Schloss „Rendlesham Hall“ einschließlich Ländereien (Rendlesham, Suffolk) erworben.

## Familie
Peter Isaac Thellusson wurde am 13. Oktober 1761 als ältester Sohn des Londoner Kaufmanns und Bankiers Peter Thellusson (1737–1797) und dessen Ehefrau Ann Woodford (1739–1805) geboren. Zu seinen Geschwistern zählten die britischen Politiker George Woodford Thellusson (1764–1811) und Charles Thellusson (1770–1815). Der französisch-schweizerische Bankier Isaac de Thellusson (1690–1755) war Peter Isaac Thellussons Großvater. Die Familie Thelluson stammte ursprünglich aus Frankreich und war hugenottischen Glaubens.

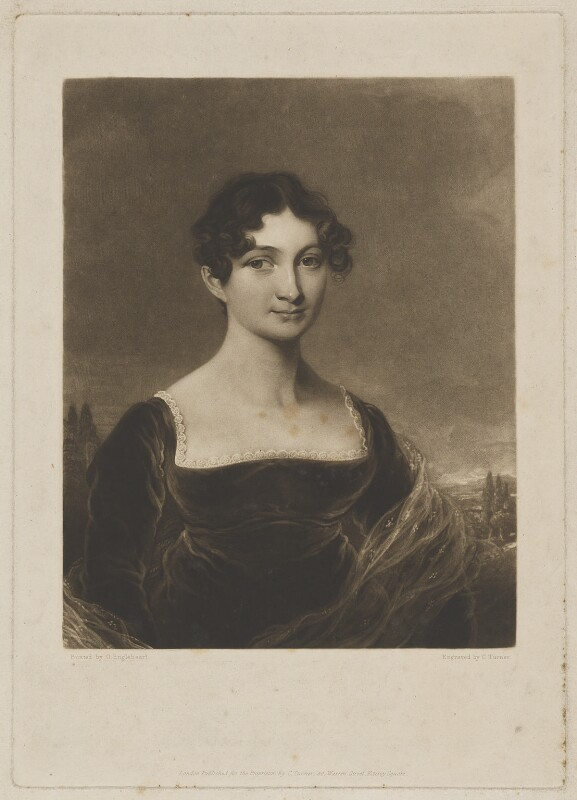
Mary Andalusia Thellusson (geborene Dickens)

Am 14. Juni 1783 heiratete Peter Isaac Thellusson Elizabeth Eleanora Cornwall (1761–1809), die Tochter von John Cornwall (1713–1800), einem aus Hendon (London) stammenden Händler in Russland und Direktor der Bank of England. Sie hatten zusammen sechs Söhne und eine Tochter:
- John Thellusson, 2nd Baron Rendlesham (1785–1832), verheiratet in 1. Ehe mit Mary Andalusia Dickens (1791–1814);
- George Thellusson (1791–1813), Leutnant bei den „11. Dragonern“, fiel 1813 in der Schlacht bei Vitoria (Spanien, siehe „Napoleonische Kriege auf der Iberischen Halbinsel“);
- Caroline Thellusson (1793–1862), verheiratet mit Charles Crabb Boulton;
- William Thellusson, 3rd Baron Rendlesham (1798–1839), Vikar in Aldenham, verheiratet mit married Lucy Pratt;
- Frederick Thellusson, 4th Baron Rendlesham (1798–1852), verheiratet mit Elizabeth Charlotte Prescott;
- Edmund Thellusson (1799–1818), ertrunken 1818;
- Arthur Thellusson (1801–1858), verheiratet mit Caroline Anna Maria Bethell.